# Antonio Galcerán

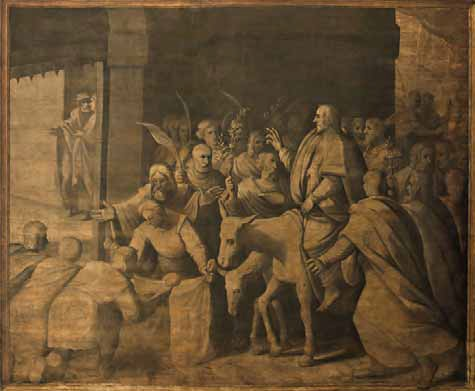
Entrada de Jesús en Jerusalén, óleo sobre lienzo, 460 x 580 cm, Zaragoza, iglesia de San Pablo. Detalle de las grisallas de una de las puertas exteriores del retablo mayor pintadas por Galcerán en colaboración con Jerónimo de Mora.

Antonio Galcerán (Zaragoza, c. 1560-1613) fue un pintor tardomanierista español.

## Biografía
Jusepe Martínez lo mencionó junto con Domingo del Camino como discípulo del pintor flamenco Pablo Esquert, llamado a Zaragoza por el duque de Villahermosa. De los dos discípulos decía Martínez que, habiendo dejado algunas obras estimables, no alcanzaron al maestro pues por el mucho amor propio que se tenían y tratarse honoríficamente, les faltó el estudio. Consta que el 1 de diciembre de 1587 contrató con Blas Fernández de Ochagavía la pintura del retablo de la capilla que este tenía en la iglesia parroquial de San Juan de Tudela dedicada a San Sebastián. Un año después el obispo de Barbastro Miguel Cercito lo llamó para pintar en su catedral. El mismo Cercito le encargó en 1594 la pintura de las puertas del retablo mayor del Pilar, en las que debía pintar diversas escenas de la vida de la Virgen y de Santiago, especificándose en el contrato que ella había de ser de edad de cuarenta y ocho años y él de treinta y seis y que la vista de la ciudad de Zaragoza se mostrase desde la puerta de Toledo. También en 1594 dio por terminado un retablo para Alcañiz, perdido como todas las anteriores obras citadas, y en 1597 pintó el retablo mayor de la iglesia parroquial de San Juan Bautista de Fabara, destruido al inicio de la Guerra Civil Española.
En colaboración con Jerónimo de Mora pintó en 1596 las puertas del retablo de la iglesia de San Pablo de Zaragoza, formadas por ocho lienzos de grandes proporciones con escenas del Nuevo Testamento, los cuatro interiores en grisalla. El mismo año contrató el trabajo de pintura del retablo de Nuestra Señora de Altabás de Zaragoza, terminado en abril del año siguiente y de nuevo con Mora trabajó en 1599 en otra de las escasa obras conservadas: los frescos de la capilla del Sagrario de la Cartuja de Aula Dei de Zaragoza. 
En 1610 pintó un retablo dedicado a la Virgen del Rosario para la iglesia parroquial de Valderrobres por el que todavía en julio de 1614 cobró su viuda 600 sueldos jaqueses a cuenta del total. Había fallecido ya en diciembre de 1613 cuando su viuda, Isabel de Ríos, procuradora de sus dos hijas menores, Ana María y Jacinta, nombró a Miguel Abejar y Francisco Gabriel Castillo, pintores, como tasadores de lo trabajado por Galcerán en un retablo de la Virgen del Rosario en Fuendejalón.